# Пуэнте, Доротея
Доротея Пуэнте (англ. Dorothea Puente), урождённая Грэй (англ. Gray, 9 января 1929, Редлендс, Калифорния — 27 марта 2011, Чоучилла, Калифорния) — американская серийная убийца. Она была отправлена в тюрьму за убийство трёх человек в своём доме в Сакраменто, штат Калифорния. Пуэнте содержала пансион, где могли жить старики, люди с инвалидностью или психическими заболеваниями. Социальный работник подумала, что что-то не так, после того как из её дома исчез умственно отсталый. При обыске дома полиция обнаружила семь тел, закопанных во дворе. Согласно новой информации, ещё два тела были найдены в зарослях сорняков на 241-м переулке у реки Сакраменто. Она убивала людей с помощью лекарств и похищала их деньги. Она взяла более 87 000 долларов у людей, которых она убила.
У Пуэнте была тяжёлая жизнь; её отец был алкоголиком, а мать проституткой. В детстве её поместили в детский дом, где она подверглась сексуальному насилию. Она вышла замуж в 16 лет и родила двоих детей, которых позже усыновили. В 19 лет умер её муж, и её посадили в тюрьму за мошенничество. Её посадили в тюрьму за использование лекарств для кражи у стариков. Пуэнте сказала, что все жертвы умерли от естественных причин. Она никому не сказала, что они умерли, потому что её выпустили из тюрьмы только при условии, что она не будет присматривать за стариками.
Присяжные признали её виновной в трёх убийствах. Она умерла естественной смертью, находясь в заключении в женской тюрьме Центральной Калифорнии в Чоучилле.